# Кивији
Кивији (Apterygidae) су породица и истоимени ред (Apterygiformes), мањих птица тркачица. Породица је негде класификована у ред нојева, иако се у зависности од класификације могу наћи и у изумрлом реду моа (Dinomithiformes). Распрострањеност Кивија је ограничена на територију Новог Зеланда (ендемична врста).
Врсте из породице кивија су величине домаће кокошке, па је киви далеко најмања птица тркачица, која леже највећа јаја у односу на своју величину Ред обухвата пет врста које су угрожене, услед историјски негативног утицаја крчења шума. Тренутно су њихова станишта, велике површине шума на Новом Зеланду, добро заштићена у виду резервата и националних паркова, па им данас највећу претњу за њихов опстанак представља предаторство инвазивних врста сисара.
Поређења ДНК секвенци су довела до закључка да су киви много ближи сродници изумрлих малагашких слоновских птица него моа, са којима су делили Нови Зеланд. Постоји пет признатих врста, од којих су четири тренутно наведене као рањиве, а једна је скоро угрожена. На све врсте је негативно утицала историјска сеча шума, али њихово преостало станиште је добро заштићено у великим шумским резерватима и националним парковима. Тренутно, највећа претња њиховом опстанку су грабежљивци од стране инвазивних предаторских сисара.
Јаја кивија су једна од највећих у односу на величину тела (до 20% тежине женке) међу птицама било ког реда на свету. Друге јединствене адаптације кивија, као што су њихово перје попут длаке, кратке и чврсте ноге и коришћење ноздрва на крају дугог кљуна за откривање плена пре него што га виде, помогле су птици да постане међународно позната.
Киви је препознат као икона Новог Зеланда, а асоцијација је толико јака да се термин Киви у међународној употреби користи као колоквијални демоним за Новозеланђане.

## Опис
Киви се разликује од осталих птица по томе што јој је тело прекривено дугим танким перјем које подсећа на крзно, испод којег се крију закржљала крилца. Сивкасто смеђе су боје. Перје им је мекано и више подсећа на длаку (пера им немају средишњу осовину, односно држач). Док птице летачице имају шупље кости како би се лакше винуле у ваздух, кости кивија испуњава коштана срж. Имају четири прста по нози од којих сваки носи велику канџу, захваљујући снажним ногама, може брзо да трчи и тако умакне опасности или улови плен. На малој глави имају дугачак благо закривљен кљун, а на врху се налазе носнице. То им омогућава једну необичну способност за птице; имају врло добро развијен њу, док су им очи ситне, а вид слаб.
Код кивија је изражен полни диморфизам, женке кивија су веће од мужјака и једине су од свих врста птица које имају два функционална јајника; код осталих врста активан је само један. Кивији полажу највећа јаја у поређењу са својом величином — јаја теже до 25 % тежине женке. Нормална телесна температура кивија је 38 °C, што је два степена ниже него код других птица, а исто тако је и ближе температури тела сисара.

## Распрострањеност
Најраспрострањенији је браон киви који живи на Северном острву, једном од два острва која чине Нови Зеланд, и сматра се да броји око 35.000 примерака. Ова птица величине кокошке, поред живота у шуми, прилагодила се и боравку у близини фарми. Гнезда прави тако што копа јаме испод камења, крије се на обали потока или под пањевима и жбуњем.

## Станиште
Кивији живе углавном у влажним зимзеленим шумама и у најбољем случају се могу наћи 4-5 птице на 1 km2. Претежно су ноћне животиње. Током дана, крију се у ископаним рупама у шупљинама или испод корена дрвећа. Код великог пегавог кивија, јазбине знају да представљају праве лавиринте са више излаза, док је код других врста јазбина обично са једним излазом. На подручју територије кивија може бити и до 50 склоништа, која птица мења сваки дан. У склониште се усељавају неколико недеља након копања, како би у међувремену нарасла трава и маховина која скрива улаз. Понекад сам киви маскира отвора јазбине, тако што улаз покрива лишћем и гранчицама. Током дана они напуштају своје уточиште само у случају опасности.
Ћутљиве и стидљиве у току дана, ове птице су ноћу територијалне и агресивне. Обе јединке, а нарочито мужјаци штите своје гнездо од конкурената. Територија у случају врсте (Apteryx rowi) зна да буде површине од 2—100 ха. Јаке ноге и кљун кивија представљају опасно оружје и борба између птица може довести до смрти. Међутим, озбиљни сукоби између кивија су ретки и обично гнездо промени „власника” тек после природне смрти мужјака.
Замисао да је киви спора и неспретна птица је погрешна — у природи су они врло покретни и преко ноћи знају обићи целу област. Границе своје територије и своју присутност, птице одређују оглашавањем током ноћи, које може да се чује и на неколико километара удаљености. Киви иде у лов око 30 минута након заласка сунца.

## Начин живота

### Исхрана
Киви проналази храну уз помоћ њуха и чула додира: једина је птица која на врху свог дугог кљуна има ноздрве уз помоћ којих може да „намирише” храну која се крије под земљом, као што су инсекти и црвићи. Међу птицама, јачи осећај за мирис имају само Кондори. Уз то, око кљуна има фине длачице, налик мачјим брковима, које задрхте и при најмањем додиру, упозоравајући гладну птицу да је плен у близини. Киви је сваштојед, на чијем се јеловнику налазе воће и семе, као и глисте, рибице и водоземци. Да би јео, из скровишта најчешће излази тек кад падне ноћ, како би избегао сусрете са грабљивцима и људима. На заштићеним деловима острва, са којих су протерани његови непријатељи, као што су пси, мачке, свиње, опосуми и ласице, киви се може видети и током дана.

### Размножавање
Када једном пронађу свој пар, ове птице најчешће остају нераздвојне до краја живота. Међутим, ако наиђе „боља прилика”, женка понекад и промени партнера. У време сезоне парења, од јуна до марта, мужјак и женка се дозивају по целу ноћ, а у гнезду се састају сваког трећег дана. Женка обично снесе само једно или два јајета, која су, када се упореде са величином саме птице, најкрупнија у птичијем царству: пет јаја кивија тешко је колико и сама женка. Јаја која снесе браон киви могу бити тешка и до 450 грама. Чим их женка снесе, бригу о њима преузима мужјак — он предано лежи на њима док се не излегу млади и за то време изгуби чак трећину своје тежине. После једанаест седмица из љуске се испили птиче теже од 300 грама, које већ десетак дана касније напушта гнездо. Међутим, мужјаци су за парење спремни тек кад наврше 18 месеци, а женке са четири године. Пошто су младе птице неискусне и споре, већина их заврши као плен грабљиваца, не успевши да доживи ни првих годину дана.

## Угроженост
Упркос напорима стручњака да спрече изумирање Кивија. Према писању „Међународног часописа о зоологији кичмењака”, који излази у Прагу, број ових птица на подручју Новог Зеланда, 2006. године је пао испод 57.000 јединки. Зоолог из Јужноафричке Републике Џејмс Сејлс је упозорио да ће од шест постојећих врста, две врсте кивија бити доведене на сами руб опстанка, пошто је њихов број сведен на само стотинак јединки.
Средином 1990-их година, стручњаци су процењивали да у дивљини живи преко 85.000 кивија. Будући да је ова птица честа мета напада мачака, паса и других животиња донетих на Нови Зеланд с других континената, киви је проглашен заштићеном врстом. Новозеландске агенције за заштиту животињских врста покренуле су 1991. године „Програм опоравка птичије врсте киви”. Упркос томе, њихов број стално пада.
Научници још нису успели да потпуно истраже ову необичну птичју врсту, која се често пореди с нојем и емуом, а поседује карактеристике и птица и сисара. Понашање и прехрамбене навике кивија у дивљини још увек представљају непознаницу, па је 60 година стар пројекат с циљем хватања, гајења и ослобађања кивија у дивљину „још увијек у повоју”, истиче Сејлс.
Како би се спречило потпуно изумирање кивија, Сејлс сматра да је потребно извршити додатна истраживања како би пројекат покренут 1945. године коначно заживио. Сејлс тако наводи да би научници требало детаљније да испитају како се кивији хране у природи тако да би и птице у „заробљеништву” могле да буду прописно храњене.
Непознанице представљају и репродуктивни процес кивија и спора стопа њиховог раста. Птићи се излегну само из око једне трећине положених јаја, а зрелост углавном достижу са пет година старости. Животни век кивија износи око 30 година<.

## Класификација
Постоји неколико врста ове птице. Најкрупнији је Велики пегави киви, висок око 45 cm и тежак око три килограма, док је најситнији — Мали пегави киви, скоро дупло мањи. На следећем стаблу је приказан однос родова и врста кивија у оквиру фамилије, Велики пегави киви је најсроднији са Малим пегавим кивијем:
|  | () |
|  |    |
|  | () |
|  |    |

|  | Велики пегави киви () |
|  |                       |
|  | Мали пегави киви ()   |
|  |                       |

|  | () |
|  |    |
|  | () |
|  |    |

|  | Велики пегави киви () |
|  |                       |
|  | Мали пегави киви ()   |
|  |                       |

### Галерија
- Скелет птице Киви.
- Јаје и птица Киви као експонати у Каури музеју на Новом Зеланду.
- Киви на поштанској марки Новог Зеланда.
- Киви, врста:
 Велики пегасти киви
 (apteryx haastii).